# Sasckya Porto
Sasckya Porto (Pernambuco, 31 oktober 1984) is een Braziliaans model.
Porto werd geboren in Brazilië, maar emigreerde in 2001 naar de Verenigde Staten. Ze poseerde onder meer voor reclamecampagnes van Toyota, Canon, Pepsi en Pantène. In 2007 poseerde ze voor Playboy. 